# Karl Gottfried Kelle
Karl Gottfried Kelle (* 1770 in Dippoldiswalde; † 30. Januar 1843 in Hochweitzschen (heute zu Großweitzschen) bei Leisnig) war ein deutscher evangelischer Theologe, Pfarrer und Autor.

## Schriften (Auswahl)
- Vorurtheilsfreie Würdigung der mosaischen Schriften
- Die heiligen Schriften in ihrer Urgestalt deutsch und mit neuen Anmerkungen
- Vindiciae Estheris libri sacri ad castigatam historiae interpretandi normam exactae
- Ophitarum mysteria, retecta, contagii mystici remedia